# Урман, Михаил Владимирович
Михаил Владимирович Урман (род. 1970, Москва) — российский фаготист и музыкальный педагог; солист Госоркестра России имени Е. Ф. Светланова, БСО имени П. И. Чайковского и МГАСО под управлением П. Когана, преподаватель Московской консерватории, Заслуженный артист Российской Федерации (2004).

## Биография
Михаил Урман окончил Московскую государственную консерваторию по классу Валерия Попова в 1995 году. С 1990 года он был солистом Московского государственного академического симфонического оркестра под управлением П. Когана, с 1995 — солистом Большого Симфонического Оркестра имени П. И. Чайковского. С 2001 года Урман — солист-концертмейстер группы фаготов Госоркестра России имени Е. Ф. Светланова.
Помимо участия в симфонических оркестрах Михаил Урман также исполняет сольную и камерную музыку. Он выступал в качестве солиста в сопровождении Литовского камерного оркестра под управлением Саулюса Сондецкиса и ансамбля «Кремерата Балтика» под управлением Гидона Кремера. Выступал также с ансамблем «Солисты Москвы» под управлением Юрия Башмета. С 2003 года Урман преподаёт в Московской государственной консерватории. В 2004 году ему было присвоено звание заслуженный артист Российской Федерации.